# 锯叶合耳菊
锯叶合耳菊（学名：Synotis nagensium）为菊科合耳菊属的植物。分布在印度、缅甸以及中国大陆的广东、西藏、湖北、四川、云南、甘肃、湖南、贵州等地，生长于海拔100米至2,000米的地区，常生于灌丛、森林及草地，目前尚未由人工引种栽培。

## 别名
锯叶千里光（图鉴）

## 异名
- Saussurea nagensium Clarke
- Senecio nagensium C. B. Clarke
- Senecio prionophyllus Franch.